# Dunbaria glabra
Dunbaria glabra är en ärtväxtart som beskrevs av Nguyén Van Thuan. Dunbaria glabra ingår i släktet Dunbaria och familjen ärtväxter. Inga underarter finns listade i Catalogue of Life.